# Icos
ICOS (Integrated Carbon Observation System) est une nouvelle infrastructure de recherche qui observe les flux des gaz à effet de serre en Europe et dans les régions adjacentes (Afrique, Sibérie principalement). Cet observatoire est un réseau de stations de mesure des concentrations atmosphériques et des flux échangés par les écosystèmes, ainsi qu’un réseau de mesures océaniques.
ICOS va ainsi fournir des observations essentielles, sur le long terme, nécessaires pour comprendre le cycle du carbone et les émissions des gaz à effet de serre actuels et pour en prévoir les évolutions. Elle va surveiller et évaluer l’efficacité sur la composition atmosphérique de la réduction des émissions des gaz à effet de serre et la séquestration du carbone. Les sources et les puits de ces gaz vont être aussi déterminés par régions et par secteurs.
Grâce à un réseau dense et optimisé de stations de mesures, couplé avec un puissant système d’assimilation de données, on pourra connaître les bilans de gaz à effet de serre journaliers à une échelle de la dizaine de kilomètres en Europe. Ces informations permettront :
1. de comprendre les processus biogéochimiques fondamentaux du cycle des gaz à effet de serre,
2. de détecter un affaiblissement des puits de carbone face aux accidents climatiques comme les sècheresses,
3. de suivre la tendance à long terme des rejets anthropiques.

Dans ce contexte, les mesures d’ICOS permettront d’estimer les émissions de gaz à effet de serre dans chaque région et de suivre leur tendance pour aider les politiques climatiques et informer un grand public de plus en plus concerné par l’effet de serre et les changements climatiques. Les données seront croisées avec celles de satellites de l'ESA, de la NASA et du CNES.

## Mission et objectifs
Le but d’ICOS est de construire un réseau standardisé, sur le long-terme, à haute précision, pour mesurer les concentrations atmosphériques des gaz à effet de serre. L’observatoire intègrera des observations atmosphériques, terrestres et océaniques dans un système de données cohérent. Les données permettront d’obtenir des estimations régionales des flux des gaz à effet de serre entre l’atmosphère et les autres réservoirs. L’enjeu en est de comprendre les processus d’échanges des gaz à effets de serre entre végétation, océan et atmosphère et de mesurer l’effet des émissions liées aux activités humaines. Une carte journalière des puits et des sources, à une échelle de 10 km, devrait pouvoir être produite.
ICOS contribue à la réalisation d’un système d’observation globale du carbone : IGCO (Integrated Global Carbon Observation System).

## Impacts attendus
En Europe, les observatoires mesurant les gaz à effet de serre sont organisés différemment selon les pays, ce qui produit une acquisition de données non homogène. Au contraire ICOS va produire des données finement calibrées et ce pour une longue période. La visibilité et de la dissémination des données seront aussi augmentées, pour les chercheurs, mais aussi pour les décideurs et le grand public.
Un centre commun de ressources, le Portail du carbone, mis en place par ICOS, donnera gratuitement accès aux données scientifiques et diffusera les connaissances sur le cycle du carbone vers le grand public. Il contiendra aussi des outils permettant de suivre presque en direct l’évolution des puits et des sources. Il sera possible de tester plusieurs modèles.
Ainsi, ICOS permettra à l’Europe d’être un acteur clef dans l’observation in situ des gaz à effet de serre, l’acquisition de données et l’accès facile à ces données.

## Mise en place d’ICOS
La mise en place d’ICOS s'est faite en deux étapes. Pendant la phase préparatoire, de 2008 à 2011, les engagements fondateurs ont été soutenus par les gouvernements et les institutions de tutelle et le projet sera développé techniquement mais avec un nombre réduit de sites d’observation. La phase préparatoire comprend 16 laboratoires de recherche issus de 12 pays européens. La France est coordinatrice. La phase opérationnelle suit, de 2012 à 2031. Les réseaux seront entièrement déployés et les mesures des concentrations et des flux des gaz à effet de serre deviendront routiniers.